# Sitio de Maastricht (1579)
El sitio de Maastricht (en español de la época: asalto de Mastrique) fue una batalla de la guerra de los Ochenta Años. En el año 1579 los tercios españoles sitiaron durante casi cuatro meses, y finalmente tomaron la ciudad de Maastricht (Países Bajos). De los 30 000 habitantes de la ciudad, solo 400 sobrevivieron. Según datos neerlandeses y protestantes. Otros cifras como la del consejero real Christoffel d'Assonleville (1528-1607) indican entre 800 y 4000 civiles muertos.

## Contexto

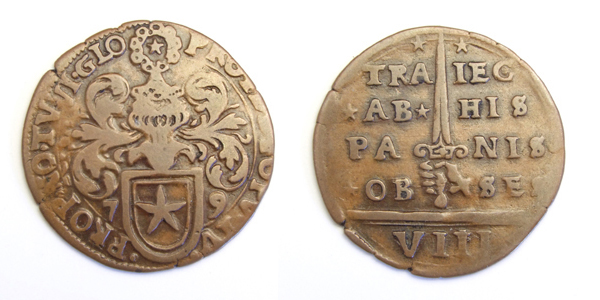
Moneda conmemorativa de la batalla

En 1568 durante el reinado de Felipe II de España, los Países Bajos, hasta entonces bajo el dominio del Imperio español, se alzaron en armas contra la Corona española intentando conseguir su independencia, en una serie de batallas que constituirían la Guerra de los Ochenta Años.
El 27 de abril de 1577 las tropas españolas abandonaban la ciudad en virtud de la Pacificación de Gante. El III Duque de Parma Alejandro Farnesio llegó a la zona como comandante de los tercios españoles, con el encargo de sofocar las revueltas, siendo su tío don Juan de Austria el gobernador de los Países Bajos.
Del lado rebelde, Guillermo de Orange mantenía sus intenciones de forzar la retirada de los españoles.
Con la mayor parte de los Países Bajos en manos de los rebeldes, los calvinistas se lanzaron a la persecución de los católicos, asesinando a religiosos y encarcelando a los católicos partidarios del rey. La independencia de los Países Bajos se identificaba cada vez más con el calvinismo, lo cual fue aprovechado por Alejandro Farnesio.

## El asedio

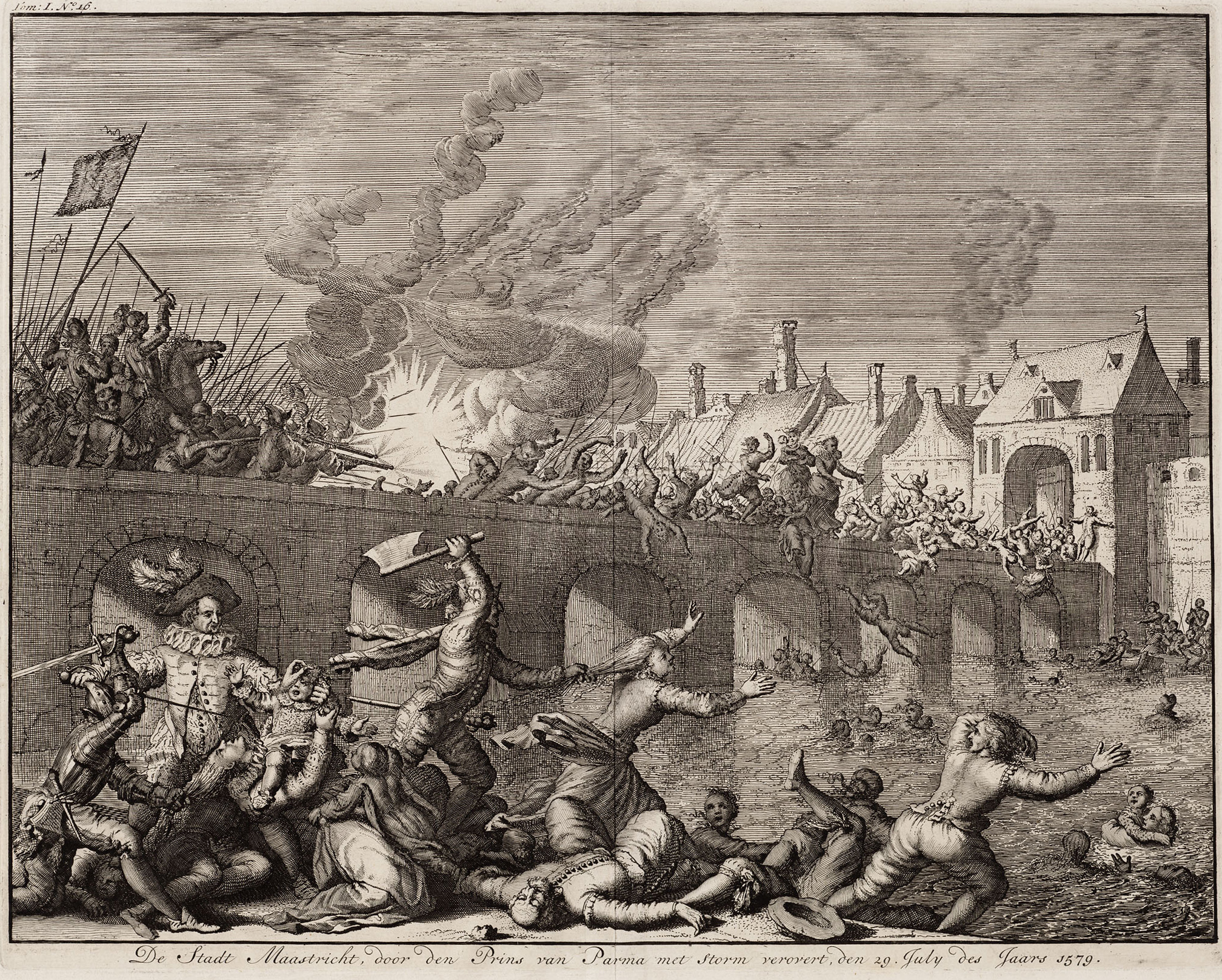
El saqueo de Maastricht por las tropas de Alejandro Farnesio.

En 1578, Mastrique se declaró rebelde contra la Corona. La ciudad se empezó a preparar ante la anticipada represalia.
El 8 de marzo de 1579, Alejandro Farnesio estacionó sus tropas frente a la ciudad de Maastricht, atravesada por el río Mosa cuya defensa le fue encargada a Sebastián Tapino por Guillermo de Orange. Farnesio dividió su ejército en dos partes, una a cada lado del río, cada una de las cuales asediaría una parte de la ciudad.
Los españoles comenzaron a batir las murallas con fuego de artillería y a excavar túneles bajo estos muros, que posteriormente minaban para su destrucción. Las inundaciones de los túneles, los accidentes con las minas, las fiebres que afectaron al comandante Alejandro Farnesio y la enconada resistencia de los defensores de la plaza, que hacía necesaria la construcción de torres fortificadas para la defensa de los atacantes, hizo que el asedio se prolongara más de lo previsto inicialmente.
El 29 de junio, después de casi cuatro meses de asedio, los tercios españoles, sin paga desde hacía tiempo y enfurecidos por la resistencia de los defensores, saquearon la ciudad durante varios días hasta que una orden de Alejandro Farnesio puso fin al pillaje.

## Toma de Maastricht
Maastricht permanecería en manos españolas hasta el 22 de agosto de 1632, año en que Federico Enrique de Orange-Nassau la conquista para los neerlandeses tras un corto asedio de cuarenta días. A partir de esa fecha la ciudad formaría parte de las Provincias Unidas y posteriormente del Reino de los Países Bajos. Salvo ocupaciones de Francia en 1673-1678, 1748 y 1793-1814 y de Alemania entre el 10 de mayo de 1940 y el 14 de septiembre de 1944.
Indicar como curiosidad, que debido a los derechos que sobre la ciudad tenía el Obispo de Lieja, los neerlandeses permitieron libremente la religión católica en Maastricht, única ciudad de las Provincias Unidas de los Países Bajos donde se permitió el culto católico público, como en la Basílica de San Servacio o en la de Nuestra Señora.

## Epílogo
La guerra en Flandes continuaría hasta 1648 (interrumpida por la Tregua de los doce años), cuando las Provincias Unidas de los Países Bajos conseguirían su independencia mediante el tratado de Münster.

## Literatura
Fue en este contexto donde Lope de Vega ambientó su obra teatral titulada El asalto de Mastrique, donde pone en boca de Alejandro Farnesio:

... abrase el fuego los flamencos yelos
hasta que se reduzga al Rey su tierra.